# Philippine (Niederlande)
Philippine ist eine niederländische Kleinstadt in der Gemeinde Terneuzen innerhalb der Provinz Zeeland. Sie liegt 23 km südöstlich von Vlissingen.

## Geschichte
Der Grundbesitzer Hieronymus Lauweryn gründete die Stadt im Jahr 1505 und benannte sie nach Philipp I. von Kastilien. Dort wurde dann eine Festung mit einem dreieckigen Marktplatz erbaut. In 1506 bekam sie dann auch ihre Stadtrechte. 1599 wurde ein Hafen gebaut und die Wirtschaft richtete sich auf den Fischfang aus. Im Jahr 1633 wurde die Stadt von der Republik der Sieben Vereinigten Provinzen eingenommen.
Die Mariä-Himmelfahrt-Kirche wurde im Jahr 1924 errichtet, um die alte Kirche zu ersetzen, welche zu einem Supermarkt wurde. Es ist eine Kuppelkirche, mit einem quadratischen Turm an der Seite. Die ursprüngliche Kirche wurde im Jahr 1944 durch den Zweiten Weltkrieg zerstört und später im Jahr 1954 wieder neu aufgebaut.
Die Stadt ist bekannt für ihre Muschel-Restaurants. Auf dem Dorfplatz gibt es dazu passend einen Springbrunnen in Form einer Muschel. Sie wurde nach dem Jahr 1939 ein Zentrum des Muschelfangs, als die Fischer aus dem belgischen Boekhoute herüber kamen, weil der dortige Fluss anfing zu vertrocknen.
Sie war bis zum Jahr 1970 eigenständig und ging dann in der Gemeinde Sas van Gent auf. Diese wiederum wurde 2003 Teil von Terneuzen.

## Galerie

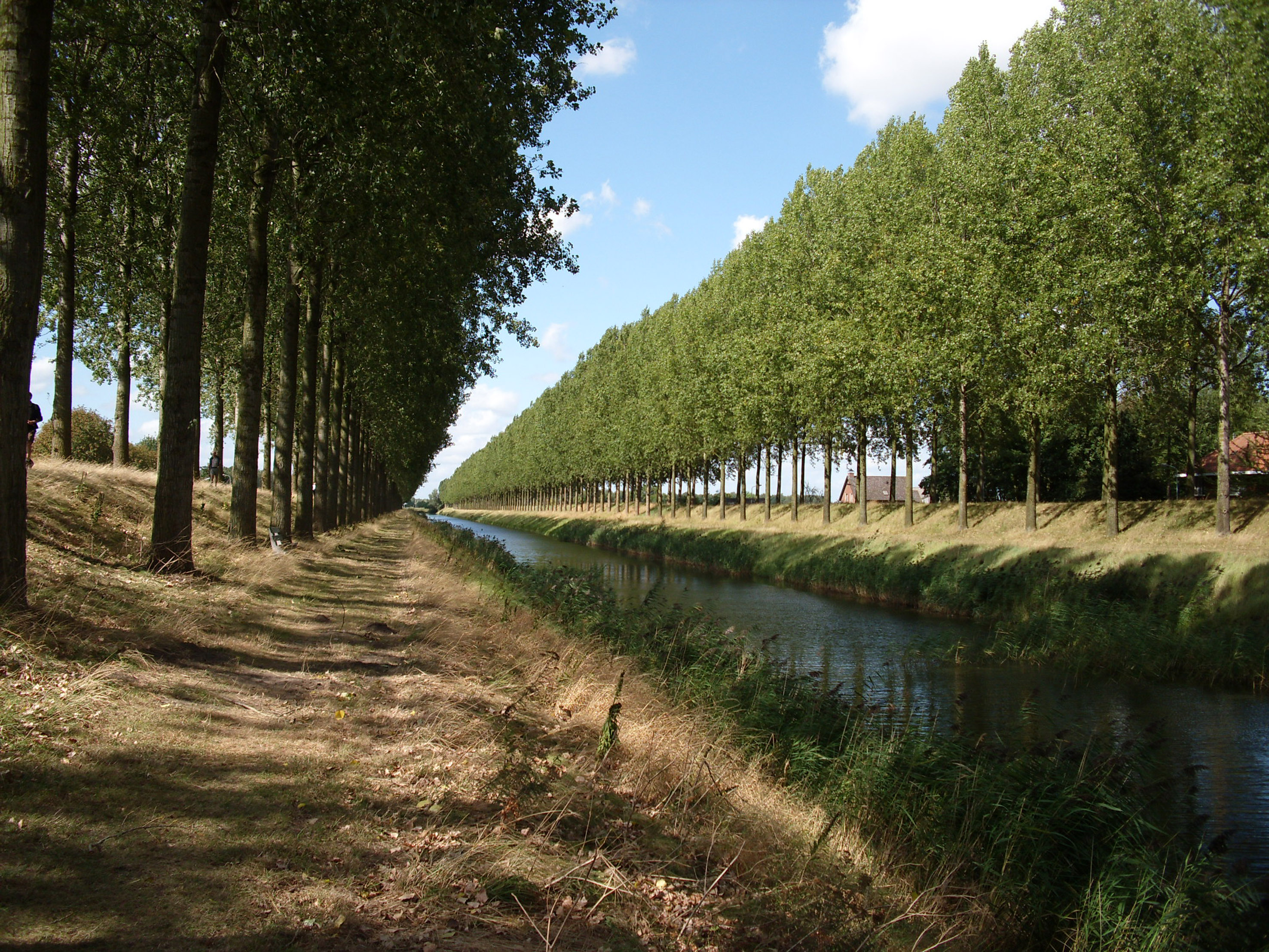
Der Kanal verläuft an der nordöstlichen Grenze von Philippine
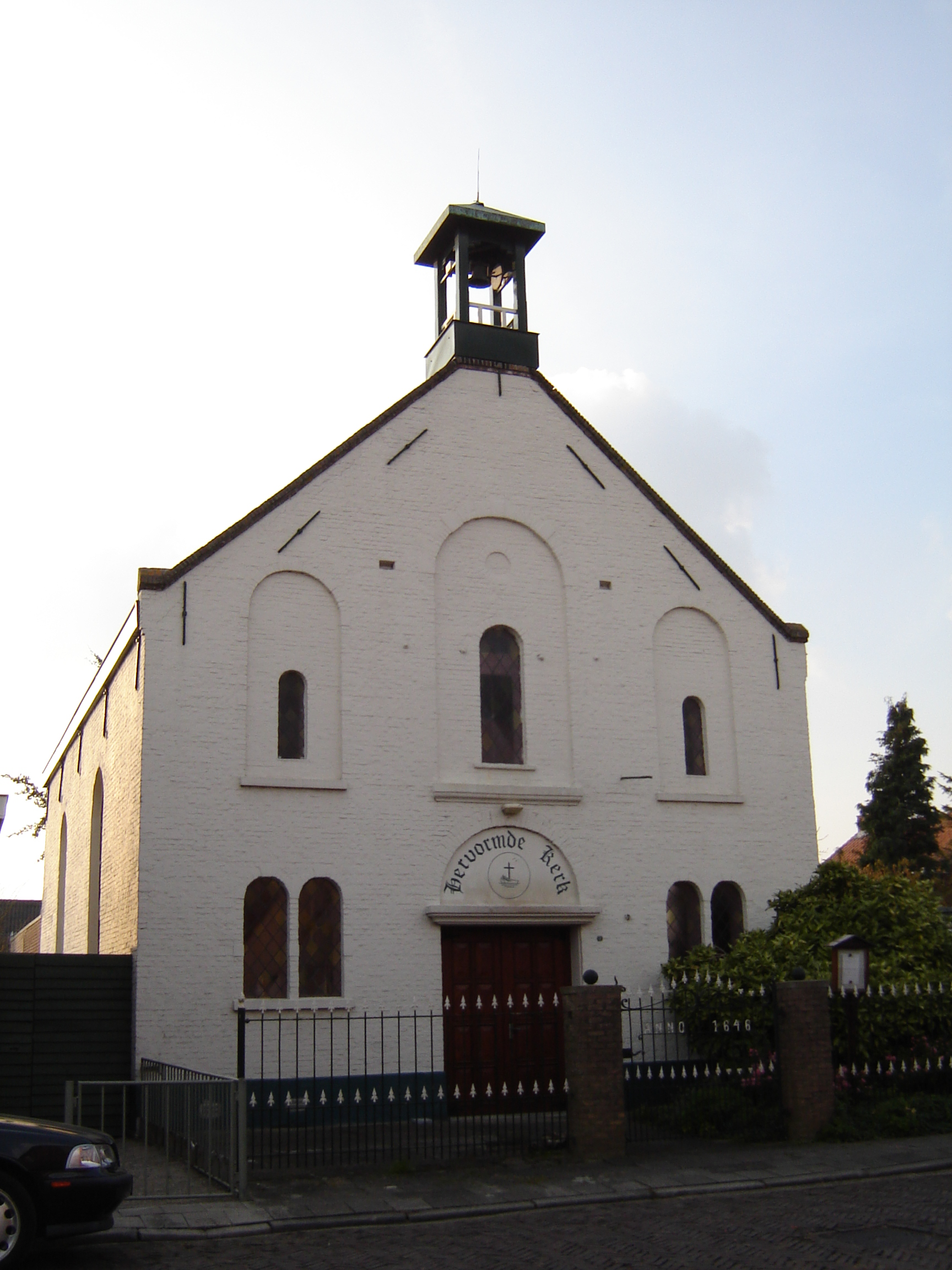
Reformierte Kirche
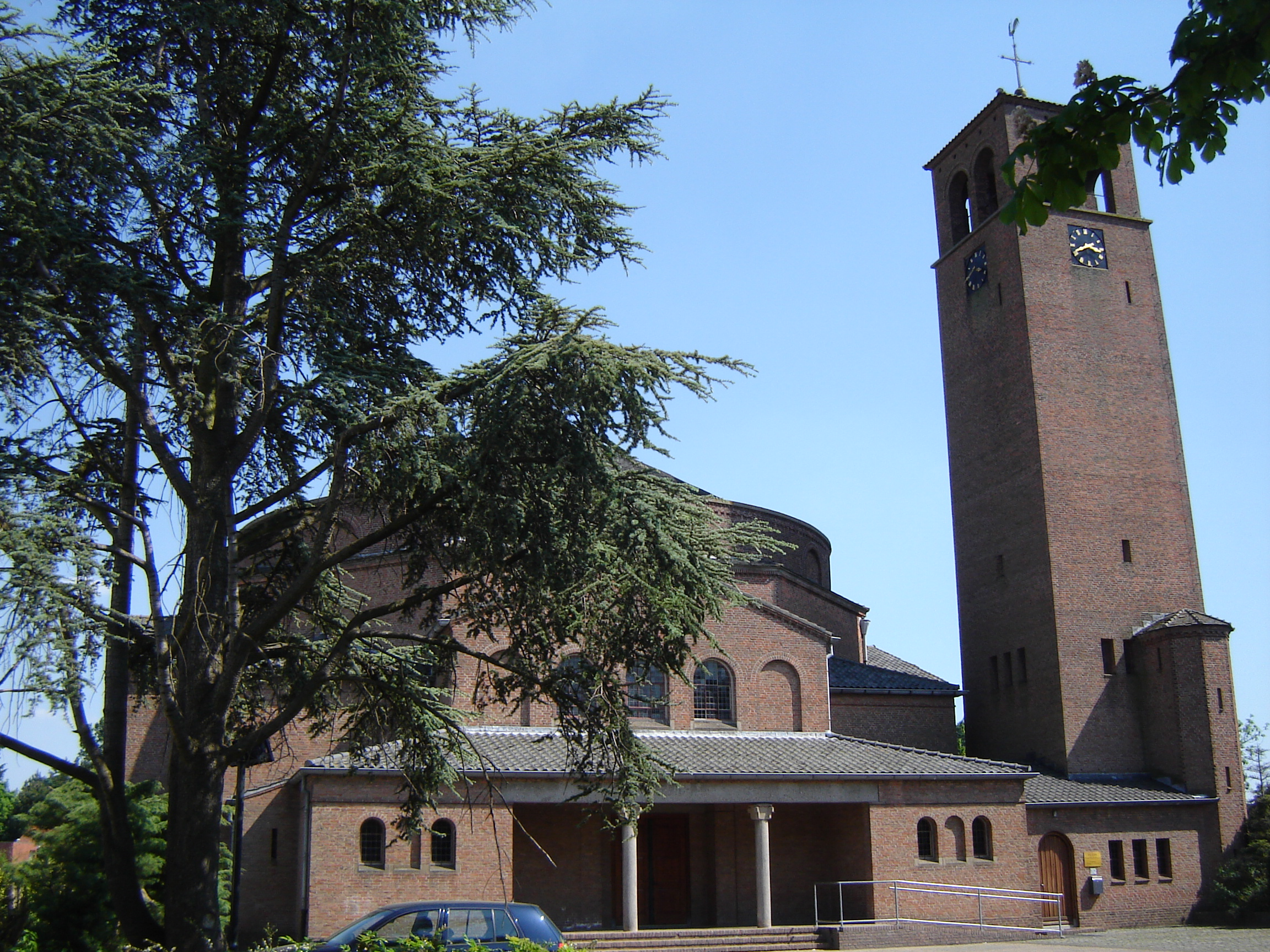
Katholische Liebfrauenkirche am Sankt Philipsplatz